# Tomoaki Hamatsu
Tomoaki Hamatsu (浜津 智明, Hamatsu Tomoaki), né le 3 août 1975 à Fukushima et plus connu sous le pseudo Nasubi (なすび, « Aubergine »), est un comédien japonais, connu pour avoir été la vedette de l'émission de téléréalité Susunu! Denpa Shōnen.

## Denpa Shōnen teki Kenshō Seikatsu
En 1998, après avoir remporté à la loterie un « travail lié au show-business » lui permettant de participer à Susunu! Denpa Shōnen, une émission de télé-réalité japonaise diffusée sur Nippon Television, où il eut le droit à son propre segment, Denpa Shōnen teki Kenshō Seikatsu, Hamatsu a été mis au défi de rester seul, dans un appartement dont il ne sortirait que lorsqu'il aurait remporté un million de yens (environ 8 000 $) en participant à des jeux concours dans des magazines. Hamatsu n'avait rien (y compris pas de vêtements), mis à part les magazines, une table, un stylo et des enveloppes. Coupé de toute communication avec l'extérieur, il n'avait rien pour lui tenir compagnie, à l'exception des magazines qu'il a parcourus pour trouver les formulaires d'inscription au concours. Après avoir passé 335 jours pour atteindre l'objectif de Hamatsu, il a établi le record du monde Guinness du « temps le plus long à avoir survécu grâce aux gains des compétitions ».
Hamatsu vivait devant la caméra, et ne subsistait qu'avec les biens gagnés via les concours (la pièce était tout de même pourvue de l'eau courante, du chauffage et de l'électricité). Du fait de sa nudité permanente, il gagna vite le surnom de Nasubi, mot japonais pour « aubergine », en raison de son visage allongé rappelant la forme d'une aubergine japonaise, mais aussi de l'aubergine animée utilisée pour censurer ses parties génitales, déplacée en permanence par un technicien avec un joystick. Hamatsu pensait qu'il était en train d'être enregistré et que l'émission serait rediffusée plus tard une fois les images rassemblées. En réalité, l'expérience était diffusée en direct, avec des images compilées et rediffusées chaque semaine, complétées par des effets sonores présents à intervalles fréquents, en utilisant les nouvelles technologies pour maintenir un direct 24/7.
Au début, Hamatsu survivait avec quelques crackers chaque jour que lui donnait le personnel de production, le temps que les premiers résultats des concours arrivent. Finalement, Hamatsu a gagné des boissons sucrées, et les crackers ne lui ont plus été donnés. Plus tard, Hamatsu a gagné un sac de riz, mais n'ayant pas gagné de casseroles ou de récipients pour le réchauffer, il a été forcé de le manger cru, mais après avoir fabriqué lui-même un récipient chauffant de fortune avec un sac jeté, il a pu cuire le riz en le plaçant à côté du poêle allumé ; cependant, la nourriture pour chiens en conserve et en croquettes est devenue la principale source de nourriture de Hamatsu pendant un certain temps, après avoir manqué de riz.
Après avoir gagné un jouet en peluche lors d'un tirage au sort, il a continué à converser avec lui en tant que sensei, car c'était son seul type d'interaction. Hamatsu n'a jamais gagné de vêtements qu'il pouvait porter (uniquement des sous-vêtements pour femmes trop petits pour qu'il puisse les utiliser), ni rien pour couper ses cheveux et ses ongles. Hamatsu a également remporté d'autres prix qu'il ne pouvait pas utiliser, comme des billets de cinéma et un vélo. Cependant, il adapte rapidement ce dernier en vélo stationnaire. Lorsque Hamatsu a gagné un téléviseur, il n'a pas pu l'utiliser au début, car il n'y avait ni câble ni antenne dans l'appartement, précaution prise par les producteurs pour ne pas qu'il découvre qu'il était diffusé en direct.
L'émission était devenue si populaire dans les foyers japonais que des gens commencèrent à déchiffrer l'emplacement de l'appartement de Hamatsu, avec des paparazzi, des fans et même la presse se tenant à l'extérieur sans que Hamatsu le sache. Les producteurs ont donc été contraints de se procurer un nouvel espace loin de l’emplacement d’origine. Hamatsu a été transporté les yeux bandés jusqu'à un espace de vie similaire, où il retrouva tous ses biens précédemment acquis. Lorsque Hamatsu a demandé s'il avait relevé le défi, on lui a répondu que le changement d'espace concernait sa nouvelle adresse pour une « chance renouvelée ».
En tant que tel, Hamatsu a continué à rédiger des participations au concours, une grande chaise et un bureau devenant ses premiers objets acquis dans son nouveau logement où il était gardé. Cependant, Hamatsu a été déplacé dans un autre espace après une longue série de malheurs dans ses entrées. Dans ce nouvel espace, le téléviseur de Hamatsu est devenu utile lorsqu'il a gagné un magnétoscope, qui pouvait être utilisé avec deux cassettes qu'il avait gagnées précédemment, puis une PlayStation et un jeu, le simulateur de train Densha de Go!. Il installa le poste téléviseur en vue de la caméra, jouant et commentant ses parties, ce qui fait techniquement de lui le premier streameur de l'histoire. Quelque temps plus tard, conscient que ce temps passé à jouer était du temps passé à ne pas remplir les formulaires de concours, il mit sur l'écran de la télé un écriteau l'enjoignant à ne pas trop se distraire pour mener à bien son objectif.
Après avoir remporté un jeu de 4 pneus de voiture d'une valeur d'environ 84 000 ¥ (environ 641 $ en 2024), Hamatsu en gagnant un sac de riz atteignit son objectif, 335 jours après avoir commencé. Après avoir été informé de sa victoire, Hamatsu s'est vu rendre ses vêtements, avant de se faire bander les yeux pour être emmené dans un endroit surprise. Son bandeau retiré, il constata qu'il se trouvait en Corée du Sud, ayant droit à une journée au parc d'attractions Séoul Land, où il a pu déguster un barbecue coréen (son plat préféré) et monter sur les multiples attractions du parc. Cependant, après avoir terminé, Hamatsu a été emmené dans un autre appartement. Il a de nouveau été "invité" à se déshabiller et mis au défi de re-participer aux jeux concours, et ce après 3 heures de "négociations" entre le producteur de l'émission et lui-même (séquence non diffusée à la TV), après que le "joueur" a catégoriquement refusé de renouveler l'"expérience".
Cette fois, l’objectif était de gagner suffisamment d’argent pour s’offrir un vol sur Japan Airlines pour rentrer chez lui. Cependant, lorsque Hamatsu atteint rapidement cet objectif après plusieurs semaines de participation aux compétitions, ce dernier fut révisé à plusieurs reprises, d'abord pour s'offrir un billet en classe affaires, puis en première classe ; ces objectifs ont également été atteints en quelques semaines. Quand Hamatsu eut gagné suffisamment pour retourner au Japon, on lui banda les yeux, on l'habilla et on l'emmena dans un autre appartement au Japon. Lorsque le bandeau fut retiré, il regarda autour de lui et se déshabilla instinctivement, s'attendant à continuer le défi. Cependant, les murs de l'appartement se sont effondrés pour révéler qu'il se trouvait en fait dans un studio de télévision avec un énorme public en direct, qui a commencé à l'applaudir pour avoir réussi le défi. Hamatsu était confus par cela, car il pensait que l'émission n'avait pas encore été diffusée.
L'épreuve entière a duré environ 15 mois, de janvier 1998 à avril 1999, période pendant laquelle les journaux de Hamatsu relatant son expérience d'isolement du monde extérieur sont devenus des best-sellers au Japon. L'émission télévisée a battu de nombreux records d'audience au cours de sa diffusion, avec 17 millions de téléspectateurs chaque dimanche soir.
Hamatsu a déclaré avoir eu chaud et transpirer en portant des vêtements pendant les six premiers mois après son épreuve et avoir eu du mal à maintenir une conversation pendant une longue période.

## AprèsDenpa Shōnen teki Kenshō Seikatsu
Malgré ses efforts pour devenir un comédien célèbre, Hamatsu n'a pas réussi à persévérer dans le monde de la télévision de variétés. Il est devenu une célébrité locale dans sa ville natale de Fukushima ainsi qu'un acteur de théâtre dramatique, fondant la troupe de scène Eggplant Way, qui se produit dans tout le Japon. Il est apparu dans Densha Otoko, Trick et Atashinchi no Danshi, et a interprété le personnage de Watcherman dans Kamen Rider W. Hamatsu est également apparu dans le jeu 428 : Shibuya Scramble .[réf. nécessaire]
En 2016, Hamatsu a réussi à escalader l'Everest après trois tentatives avortées en 2013, 2014 et 2015.
En avril 2020, Hamatsu a tenté d'enjoindre les citoyens japonais de respecter le confinement à la suite des premières épidémies de COVID-19 en citant sa propre expérience personnelle d'auto-isolement.
Hamatsu a fait l'objet du documentaire The Contestant de 2023.

## Voir également
- The Contestant, documentaire britannique de 2023 relatant l'ascension de Hamatsu vers la renommée de la téléréalité.
- Za Gaman, autre jeu télévisé japonais populaire qui se concentrait également sur la souffrance des concurrents.
- The Truman Show, film américain de 1998 sur un homme qui est sans le savoir la star d'une série de télé-réalité sur sa vie.